# Englisch als Zweitsprache
English as a Second Language (Englisch als Zweitsprache, abgekürzt ESL) ist ein Begriff, der für Einwanderer in englischsprachigen Ländern und die Bewohner ehemaliger Kolonien verwendet wird, in denen Englisch als Amtssprache oder wichtigste Verkehrssprache gilt.
Inzwischen gibt es einen amerikanischen Podcast zum Lernen von Englisch als Zweitsprache (English as a Second Language Podcast). Produziert wird er vom Center for Educational Development in Los Angeles.
Nicht angewandt wird der Begriff auf das Lernen der englischen Sprache im deutschen Sprachraum. Hier spricht man von Englisch als Fremdsprache (EFL, English as a Foreign Language).